# Loigny-la-Bataille
Loigny-la-Bataille és un municipi francès, situat al departament de l'Eure i Loir i a la regió de Centre – Vall del Loira. L'any 2007 tenia 225 habitants.

## Demografia

### Població
El 2007 la població de fet de Loigny-la-Bataille era de 225 persones. Hi havia 86 famílies, de les quals 20 eren unipersonals (12 homes vivint sols i 8 dones vivint soles), 33 parelles sense fills i 33 parelles amb fills.
La població ha evolucionat segons el següent gràfic:
Habitants censats

### Habitatges
El 2007 hi havia 120 habitatges, 87 eren l'habitatge principal de la família, 21 eren segones residències i 12 estaven desocupats. 118 eren cases i 2 eren apartaments. Dels 87 habitatges principals, 75 estaven ocupats pels seus propietaris i 11 estaven llogats i ocupats pels llogaters; 2 tenien una cambra, 7 en tenien dues, 19 en tenien tres, 15 en tenien quatre i 43 en tenien cinc o més. 83 habitatges disposaven pel capbaix d'una plaça de pàrquing. A 34 habitatges hi havia un automòbil i a 41 n'hi havia dos o més.

### Piràmide de població
La piràmide de població per edats i sexe el 2009 era:
| Homes | Edats   | Dones |
| ----- | ------- | ----- |
| 0     | 95 o +  | 2     |
| 2     | 90 a 94 | 3     |
| 1     | 85 a 89 | 4     |
| 1     | 80 a 84 | 4     |
| 5     | 75 a 79 | 2     |
| 3     | 70 a 74 | 5     |
| 5     | 65 a 69 | 6     |
| 4     | 60 a 64 | 5     |
| 9     | 55 a 59 | 5     |
| 8     | 50 a 54 | 9     |
| 5     | 45 a 49 | 3     |
| 5     | 40 a 44 | 4     |
| 6     | 35 a 39 | 4     |
| 6     | 30 a 34 | 7     |
| 4     | 25 a 29 | 4     |
| 4     | 20 a 24 | 4     |
| 2     | 15 a 19 | 3     |
| 10    | 10 a 14 | 3     |
| 5     | 5 a 9   | 5     |
| 4     | 0 a 4   | 3     |

## Economia
El 2007 la població en edat de treballar era de 134 persones, 104 eren actives i 30 eren inactives. De les 104 persones actives 93 estaven ocupades (53 homes i 40 dones) i 11 estaven aturades (6 homes i 5 dones). De les 30 persones inactives 7 estaven jubilades, 11 estaven estudiant i 12 estaven classificades com a «altres inactius».

### Ingressos
El 2009 a Loigny-la-Bataille hi havia 91 unitats fiscals que integraven 237 persones, la mediana anual d'ingressos fiscals per persona era de 16.928 €.

### Activitats econòmiques
Dels 7 establiments que hi havia el 2007, 2 eren d'empreses de construcció, 1 d'una empresa de comerç i reparació d'automòbils, 2 d'empreses immobiliàries i 2 d'empreses de serveis.
Dels 4 establiments de servei als particulars que hi havia el 2009, 2 eren guixaires pintors i 2 agències immobiliàries.
L'any 2000 a Loigny-la-Bataille hi havia 19 explotacions agrícoles que ocupaven un total de 1.695 hectàrees.

## Poblacions més properes
El següent diagrama mostra les poblacions més properes.